# Pataki József (történész)
Pataki József (Kászonjakabfalva, 1908. december 26. – Kolozsvár, 1993. szeptember 17.) történész, egyetemi tanár, a történelemtudományok doktora, a Magyar Tudományos Akadémia tagja.

## Élete
Kászonjakabfalván született, az elemi iskolát Apahidán, középiskolai tanulmányait a kolozsvári Piarista Gimnáziumban végezte, 1926-ban. A kolozsvári I. Ferdinánd (román) Egyetemen 1930-ban szerzett egyetemes- és román történelem, valamint román nyelv szakos oklevelet.
Tanári pályáját egykori gimnáziumában kezdte, majd Marosvásárhelyen, a Római Katolikus Tanítóképzőben és gimnáziumban tanított.
1941–44 között a csíkszeredai Római Katolikus Főgimnázium igazgatója volt, ebben az időszakban szerkesztette az Iskolai Értesítőt, cikkei jelentek meg az Erdélyi Iskola, az Erdélyi Tudósító és a Székely Nép című lapban.
1944-től katonai szolgálatot teljesített, majd orosz hadifogságba került, ahonnan 1948 végén szabadult.
1949–1955 között a kolozsvári Kereskedelmi középiskola, majd a Tanártovábbképző Intézet tanára, 1956-tól a Bolyai Tudományegyetem történelem karának volt a professzora. Az egyesített Babeș-Bolyai Egyetemen a középkori egyetemes történet magyar előadója volt nyugalomba vonulásáig.
1990-ben a Magyar Tudományos Akadémia külső tagjává választotta.
Doktori disszertációját Anjou királyaink és a két román vajdaság címmel a Ferenc József Tudományegyetemen védte meg 1944-ben.
1993. szeptember 17-én hunyt el, Kolozsváron a Házsongárdi temetőben helyezték örök nyugalomra.

## Munkássága
Demény Lajossal közösen kutatták és tárták fel a huszita mozgalom erdélyi elterjedésének és az 1437-es parasztfelkelés okainak ismeretlen adatait. Tanulmányaikat A kolozsvári Bolyai Tudományegyetem (1945–1955) című kötete közölte 1956-ban, A huszita forradalmi mozgalom elterjedése hazánkban, és hatása a parasztok 1437–38. évi felkelésére címmel.
A magyar és a román tudományos kapcsolatok történetéhez készült beszámolója a Kelemen Lajos Emlékkönyvben jelent meg 1957-ben.
Erdély gazdasági fejlődésének tervére vonatkozó levéltári feldolgozásai közé tartozik az 1971-ben Csíkszeredában kiadott, A Csíki vashámor a XVII. század második felében  című tanulmánya, amely a székelyföldi vasipari hagyományokat mutatja be.
A Nürnbergben őrzött okmányok mélyreható elemzése lehetővé tette, a Hunyadiak vajdahunyadi uradalmában folytatott gazdálkodás megismerését. Ez az értékes XVI. századi forrásanyag a Román Akadémia gondozásában jelent meg 1973-ban, amelynek összegyűjtéséért, illetve feldolgozásáért Nicolae Bălcescu-díjjal tüntették ki.
Legenda és valóság címmel közölte a Korunk 1970/4 számában a Csíki székely krónikáról írt kritikáját.
Történetírói érdeme a székelység múltjára vonatkozó anyag feltárása. Imreh Istvánnal közösen kutatták és tették közzé román nyelven az Acta Napocensis 1967, 1969-es múzeumi évkönyvben, valamint magyar nyelven az Aluta 1969 és 1970-es számában Udvarhelyszék mezőgazdaságának XVI. századi múltjából készült munkájukat. Ugyancsak közös tanulmányuk, A székely falu gazdasági-társadalmi szerkezete a XVI. század végén és a XVII. század elején, amely a Székely felkelés 1595-1596 előzményei, lefolyása, következményei című könyvben jelent meg, 1979-ben.
Az 1981-ben elkészült Kolozsvári emlékírók 1603–1720 című kötete több évtizedes kutatásának eredménye, amely Kolozsvár múltjára vonatkozó, kiadatlan emlékiratok közreadásával vált hasznos forráskiadvánnyá.
Demény Lajossal együttműködve és a Kriterion Könyvkiadó segítségével indították útjára a Székely Oklevéltár új sorozatát, melynek köteteiben az egykori Udvarhelyszék törvénykezési anyagaiból válogattak. Az 1983-ban és 1985-ben megjelent I. és II. kötetet közösen szerkesztették, ugyanakkor az 1994-ben megjelent III. kötet előkészítésében is részt vett.
1991-ben Batthyány Ignác születésének 250. évfordulója alkalmával, a Csíki Székely Múzeumban szervezett emlékkiállításon, Pataki József méltatta a nagynevű erdélyi püspök munkásságát.
Imreh Istvánnal közösen állították össze a Kászonszéki krónika 1650–1750 című könyvet, amely 1992-ben jelent meg az Európa Könyvkiadó és a Kriterion Könyvkiadó közös gondozásában. Az előszóban az alábbiakat olvashatjuk: „A hajdani kászoniak életét, sorsát felidézve, magyar nemzetiségi önismeretünk ügyét kívántuk szolgálni. Valljuk, hogy a teljességre, épségre törő emberi életnek nélkülözhetetlen eleme a valóságot tükröző, csonkítatlan történeti tudat.”

## Művei
- Anjou királyaink és a két román vajdaság. Kolozsvár, 1944
- A huszita forradalmi mozgalom elterjedése hazánkban, és hatása a parasztok 1437–38. évi felkelésére. In: Kolozsvári Bolyai Tudományegyetem (1945–1955). Kolozsvár, 1956
- A magyar és román tudományos kapcsolatok történetéhez. In: Kelemen Lajos Emlékkönyv. 1957
- Husitské revolucní na uzemí Lid eové republiky rumunkské. In: Mezinarodní ohlas husitsví VIII. Prága, 1958
- Atitudinea lui Radu de la Afumați și a lui Joan Zápolyan în ajunul luptei de la Mohács În: Studia, 1967
- Contribuții la studiul agriculturii Transilvănene 1570–1610. Imreh Istvánnal Acta MVSEL Napocensis, I. II. 1967, 1969
- Adatok Udvarhelyszék mezőgazdaságához 1570–1610. Imreh Istvánnal. Aluta I., Sepsiszentgyörgy, 1969
- Legenda és valóság. Korunk 1970/4.
- Adatok Udvarhelyszék állattartásához 1570-1610. Imreh Istvánnal. Aluta II., 1970
- A csíki vashámor a XVII. század második felében. Csíkszereda, 1971
- Domeniul Hunedoara la începutul secolului al XVI-lea. Bukarest, 1973
- Tanulmányok a romániai együttlakó nemzetiségek történetéből és testvéri együttműködéséről a román nemzettel. In: Studia, 1976
- A székely falu gazdasági-társadalmi szerkezete a XVI. század végén és a XVII. század elején. Imreh Istvánnal. In: Székely felkelés 1595–1596 előzményei, lefolyása, következményei. Bukarest, 1979
- Székely oklevéltár. I–II. Demény Lajossal. Bukarest, 1983, 1985
- Kolozsvári emlékírók 1603–1720. Fehér könyvek. Bukarest, 1990
- Kászonszéki krónika. 1650–1750. Imreh Istvánnal. Budapest–Bukarest, 1992
- Székely oklevéltár III. Demény Lajossal és Tüdős S. Kingával. Bukarest, 1994

## Emlékezete a Székelyföldön
- Márton Áron Főgimnázium: 1995. március 17, Pataki József tiszteletére tudományos ülésszak, emléktábla avatás
- A Csíkszeredai Márton Áron Főgimnázium Évkönyve, az 1994–1995 tanévről. Pataki József: Ezt tettem. (1990), Borsódi László: Így ünnepeltünk, emlékeztünk...
- Kászonjakabfalva: 2002. július 7, Névadó ünnepség, az elemi iskola Pataki József nevét vette fel
- Csíki Székely Múzeum: 2008. november 7, Magyar Tudomány Napja, Pataki Józsefre emlékezve.

Előadók: Kiss András: Pataki József Kolozsvárra vonatkozó kutatásai, Sipos Gábor: Pataki József, a tanár, Forró Albert: Pataki József Csík- és Kászonszékre vonatkozó munkássága
- Hargita Népe: 2008. december 20, Szőcs János: Pataki József, a történetíró.